# والریا لینچ
ماریا کریستینا لانچلوتی که عموماً با نام هنری خود والریا لینچ (انگلیسی: Valeria Lynch؛ زادهٔ ۷ ژانویهٔ ۱۹۵۲) شناخته می‌شود هنرمند، موسیقی‌دان و بازیگر اهل آرژانتین است. وی از سال ۱۹۶۹ میلادی تاکنون مشغول فعالیت بوده است. او بابت فعالیت بلندمدت خود در عرصه موسیقی لاتین مفتخر به دریافت جایزه یک عمر دستاورد جایزه گرمی لاتین شده است. لینچ علاوه بر آرژانتین، از تابعیت کشور اروگوئه نیز برخوردار است.

## زندگی‌نامه
والریا لینچ در ۷ ژانویه ۱۹۵۲ در محله ویلا اورکیزا، بوئنوس آیرس، آرژانتین، به عنوان اولین فرزند ازدواج ماریا آنتونیا اسپانو (تونی) و خوزه خولیو لانچلوتی به دنیا آمد. والریا لینچ علاوه بر شهروندی کشور آرژانتین، از تابعیت کشور اروگوئه نیز برخوردار است. در ۱۴ سالگی در حالی که در کالج تجاری دوناتو آلوارز در همسایگی لا پاترنال تحصیل می‌کرد، حرفه آینده خود را مشخص کرد و شروع به تحصیل آواز نزد کلارا کالوو و درام با دانته گیلاردونی کرد. در سال ۱۹۷۶ با هکتور کاوالرو ازدواج کرد، کسی که او را در حدود سال ۱۹۷۴ زمانی که در کلوپ‌های زیرزمینی بوئنوس آیرس آواز می‌خواند، کشف کرده بود. داستان از این قرار است که کاوالرو او را در حال آواز خواندن او دید و چنان مجذوب هنرش شد که در اتاق رختکن منتظر ماند و به او پیشنهاد کرد که به عنوان یک خواننده رمانتیک فعالیت کند. آنها پس از هجده سال زندگی مشترک در سال ۱۹۹۵ از هم جدا شدند. این زوج دو پسر به نام‌های فدریکو (متولد ۱۹۷۹) و سانتیاگو کاوالرو (متولد ۱۹۸۶) دارند.

## حرفه موسیقی
در سال ۱۹۷۷ او اولین آلبوم انفرادی خود را تحت نام هنری والریا لینچ منتشر کرد. اولین حضور او به عنوان یک خواننده پاپ در کلوپ شبانه میکل آنژ در سن تلمو اتفاق افتاد. در آوریل ۱۹۷۹، او آلبوم «زنان» را منتشر کرد و اولین سفر تبلیغاتی خود را به مکزیک و آمریکای مرکزی انجام داد. در طول دهه ۱۹۸۰، موفقیت والریا لینچ در سراسر آمریکای لاتین گسترش یافت. سبک آواز او مورد پسند ذائقه عامه قرار گرفت و باعث ایجاد تمایز بین او دیگر خوانندگان تصنیف‌های پاپ شد. آهنگ‌های او نه تنها در ایالات متحده و آمریکای لاتین موفقیت‌آمیز بود، بلکه موسیقی او در اسپانیا، هلند، ژاپن، رومانی، ایتالیا و اتحاد جماهیر شوروی نیز موزد استقبال قرار گرفت. سال ۱۹۸۵ آلبوم آواز خواندن برای زندگی) تبدیل به یکی از پرفروش‌ترین آلبوم‌ها در کل منطقه شد. این موفقیت چنان بزرگ بود که او در بوئنوس آیرس، با کنسرت خود در تئاتر استروس، نزدیک به ۱۰۰۰۰۰ تماشاگر را در ۵۳ نمایش جذب کرد. همچنین در سال ۱۹۸۵ از او برای شرکت در جشنواره بین‌المللی آهنگ مردمی در سالن یاماها بودوکان در توکیو ژاپن دعوت شد. او در حضور بیش از ۱۵۰۰۰ نفر آواز خواند، و با کسب ۹۱ درصد آرای مردمی جایزه بهترین اجرای جشنواره را به دست آورد. والریا لینچ تاکنون موفق به فروش بیش از ۱۵ میلیون نسخه از آثارش شده است.